# Magherafelt (district)
Magherafelt is een voormalig district in Noord-Ierland. Het is sinds 2015 deel van het district Mid Ulster. Magherafelt telde in 2007 43.100 inwoners. De oppervlakte bedraagt 573 km², de bevolkingsdichtheid was 75,2 inwoners per km².
Van de bevolking was in 2007 34,8% protestant en 64,1% katholiek.
Antrim · Ards · Armagh · Ballymena · Ballymoney · Banbridge · Belfast · Carrickfergus · Castlereagh · Coleraine · Cookstown · Craigavon · Derry (Londonderry) · Down · Dungannon en South Tyrone · Fermanagh · Larne · Limavady · Lisburn · Magherafelt · Moyle · Newry and Mourne · Newtownabbey · North Down · Omagh · Strabane